# Elytrimitatrix setosa
Elytrimitatrix setosa là một loài bọ cánh cứng trong họ Cerambycidae.